# Ipomoea kruseana
Ipomoea kruseana är en vindeväxtart som beskrevs av Eizi Matuda. Ipomoea kruseana ingår i släktet praktvindor, och familjen vindeväxter. Inga underarter finns listade i Catalogue of Life.